# Giacomo Grimaldi
Giacomo Grimaldi (novembro de 1568 - 7 de janeiro de 1623) foi um historiador italiano e arquivista do Vaticano, que viveu no início do século XVII.

## Biografia
Suas principais obras sobreviventes lidam com a Igreja Católica Romana. Vários túmulos papais na antiga Basílica de São Pedro, que foram destruídos durante a reconstrução, só são conhecidos através de ilustrações de Grimaldi, que era o notário da basílica. Ele também é notável por salvar os restos mortais do Papa Urbano VI de serem descartados em 1606 e seu sarcófago usado para um bebedouro.
Muitos de seus desenhos foram copiados e publicados por Giovanni Giustino Ciampini em seu livro "De sacris aedificiis a Constantino Magno constructis", publicado em 1693.